# Back on the Streets
Back on the Streets (с англ. — «Возвращение на улицы») — второй студийный альбом ирландского гитариста и певца Гэри Мура, изданный в 1978 году. При этом предыдуший альбом Мура, «Grinding Stone» (1973), был записан коллективом под названием «The Gary Moore Band», поэтому педанты от рок-истории считают первым реальным сольником диск 1978 года.
В записи альбома приняли участие басист-вокалист Фил Лайнотт и барабанщик Брайан Дауни из Thin Lizzy. Они появляются в четырёх песнях, включая «Don’t Believe A Word» (которая первоначально была опубликована в альбоме Thin Lizzy 1976 года Johnny The Fox) и сингл «Parisienne Walkways», попавший в британский Топ-10 UK Singles Chart.
На обложке альбома Мур изображён выходящим из печально известной тюрьмы «Уормвуд-Скрабс» во внутреннем лондонском районе Хаммерсмит и Фулем. Фотография была сделана Чалки Дэвисом.
Альбом был переиздан в 1989 году лейблом Grand Slam Records с пересмотренным порядком треков и дополнительным треком («Spanish Guitar»). Ещё больше бонус-треков было доступно для скачивания и в ремастированном CD-издании Universal Music Group 2013 года. Треки «Road of Pain» и «Track Ten», записанные на тех же сессиях, остаются на данный момент неизданными. Ещё один релиз 2003 года с названием «Back on the Streets», но без какой-либо другой очевидной связи с оригинальным альбомом, представляет собой сборник лучших песен Гэри Мура.

## Отзывы
Эдуардо Ривадавия с сайта Allmusic.com оценил альбом в два с половиной балла из пяти, указав, что первая половина диска, выдержанная в стандартном для хард-рока духе, удалась Муру намного лучше второй, испорченной сомнительными фьюжн-партиями и чрезмерно слащавой балладой «Song for Donna».

## Список композиций
1. «Back on the Streets» (Мур, Кэмпбелл) — 4:18
2. «Don’t Believe a Word» (Фил Лайнотт) — 3:34
3. «Fanatical Fascists» (Лайнотт) — 2:44
4. «Flight of the Snow Moose» (Мур, Кэмпбелл) — 6:59
5. «Hurricane» (Мур, Кэмпбелл) — 4:50
6. «What Would You Rather Bee or a Wasp» (Мур, Кэмпбелл) — 4:48
7. «Song for Donna» (Мур, Кэмпбелл) — 5:22
8. «Parisienne Walkways» (Лайнотт, Мур) — 3:08

## Участники записи
- Гэри Мур: электрогитара, вокал
- Фил Лайнотт: бас-гитара, акустическая гитара, перкуссия, вокал в треках 5—8
- Джон Моул: бас-гитара в треках 1—4
- Дон Эйри: клавишные в треках 1—4
- Брайан Дауни: ударные, перкуссия в треках 5—8
- Саймон Филлипс: ударные, перкуссия в треках 1—4